# 訃報 1980年1月
訃報 1980年1月（ふほう 1980ねん1がつ）では、1980年（昭和55年）1月中に物故した、又は物故が報じられた人物についてまとめる。

## 1日 - 15日

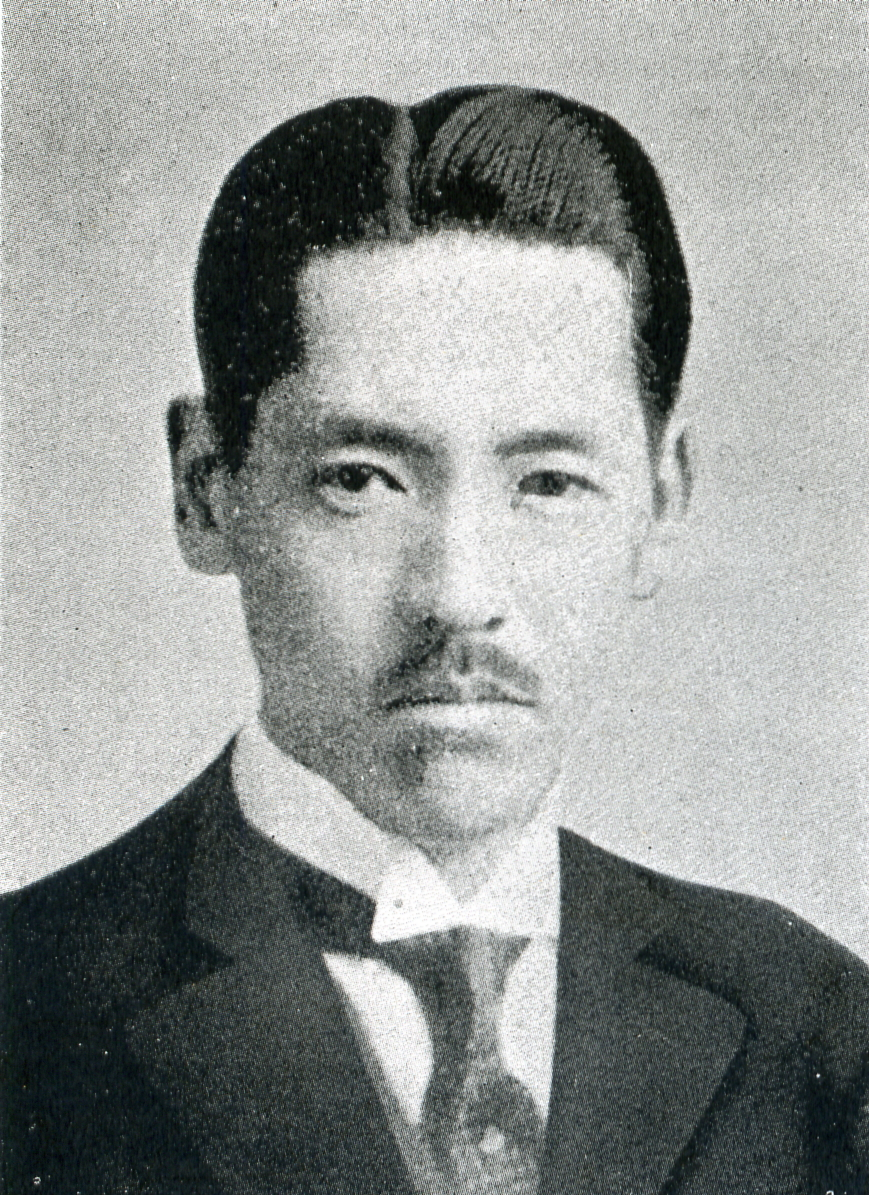
星島二郎／1月3日没

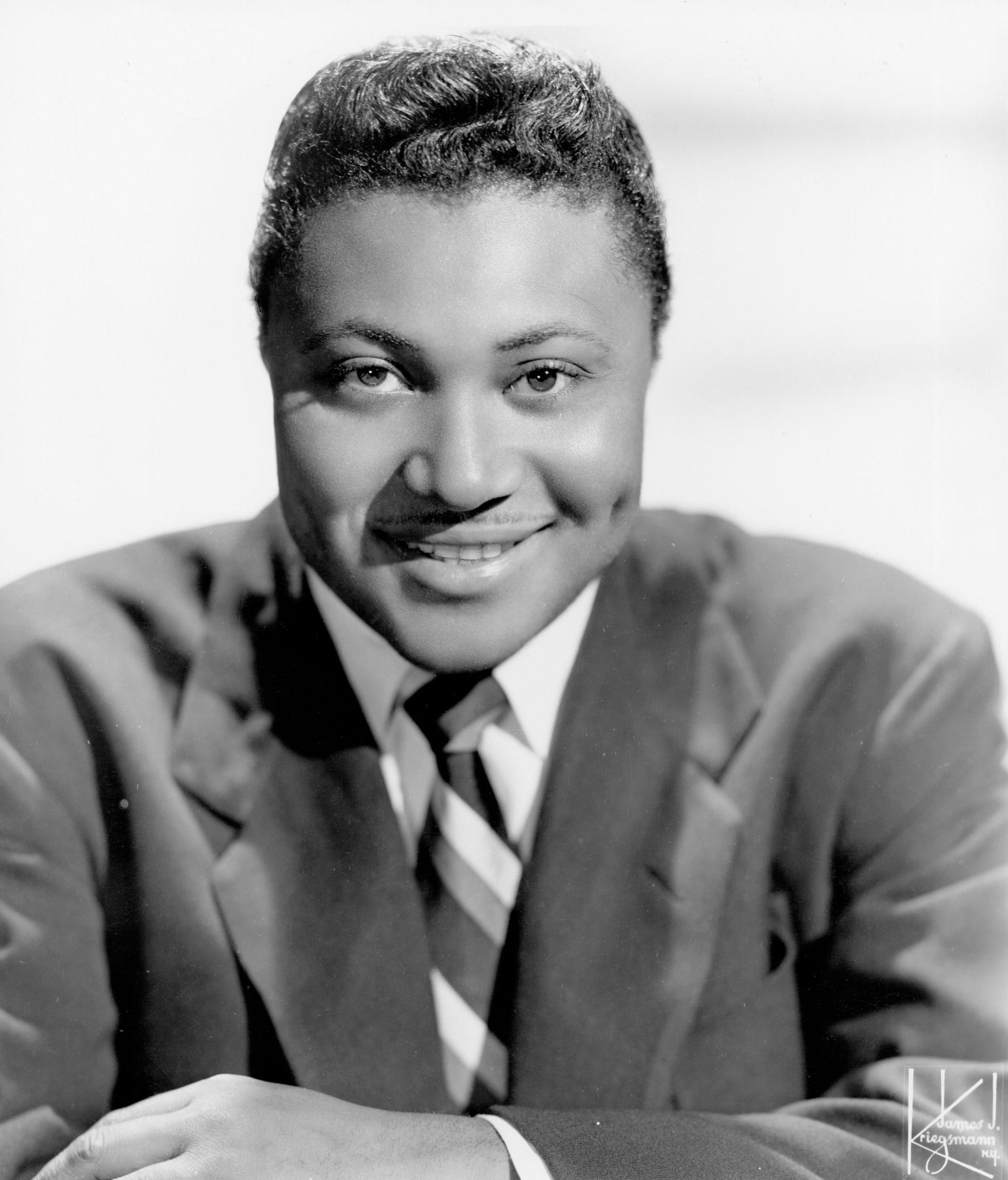
エイモス・ミルバーン／1月3日没

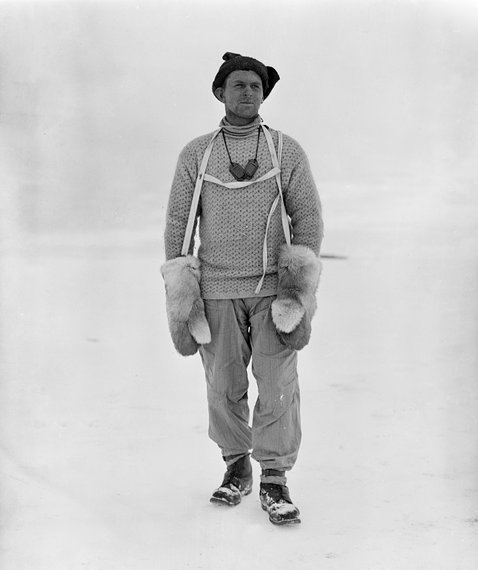
トリグヴェ・グラン／1月8日没

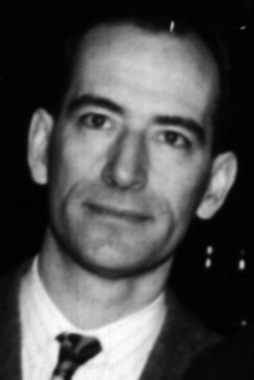
ジョン・モークリー／1月8日没

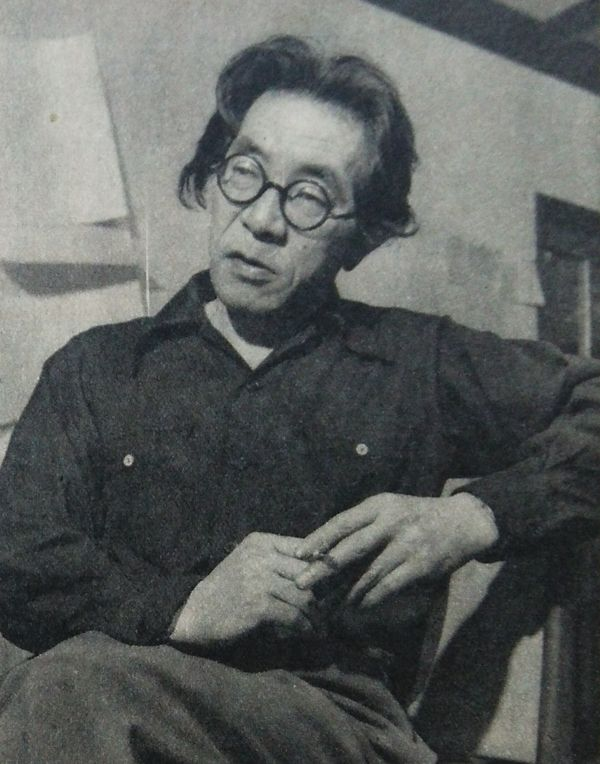
山名文夫／1月14日没

- 1月3日 - 星島二郎、政治家、第47代衆議院議長（* 1887年）
- 1月3日 - エイモス・ミルバーン、歌手・ピアニスト（* 1927年）
- 1月8日 - トリグヴェ・グラン、パイロット・探検家・作家（* 1889年）
- 1月8日 - ジョン・モークリー、ENIACの主要開発者の一人、物理学博士（* 1907年）
- 1月8日 - 黒田三郎、詩人（* 1919年）
- 1月12日 - レオニード・コハンスキ、ピアニスト（* 1893年）
- 1月14日 - 山名文夫、イラストレーター・グラフィックデザイナー（* 1897年）

## 16日 - 31日

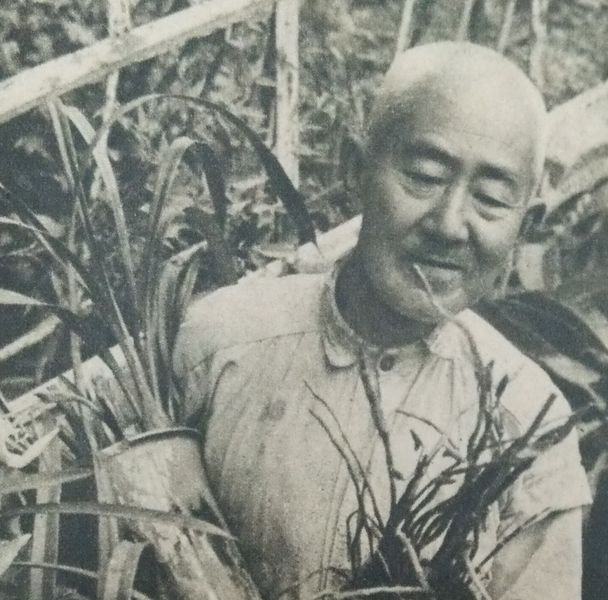
岩田祐吉／1月18日没

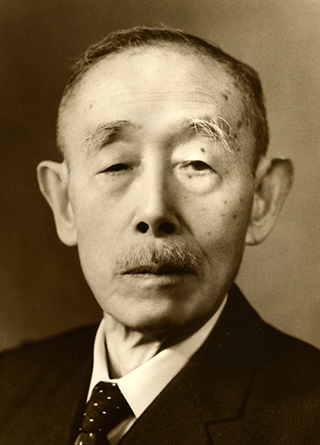
柴田雄次／1月28日没

- 1月16日 - 栗田勝、騎手・調教師（* 1932年）
- 1月18日 - 岩田祐吉、俳優（* 1887年）
- 1月19日 - 高橋信三、実業家、毎日放送会長（元社長）（* 1901年）
- 1月25日 - 盛永俊太郎、農学者（* 1895年）
- 1月28日 - 柴田雄次、化学者（* 1882年）